# Pismo trawiaste
Pismo trawiaste (jap. 草書体 sōshotai), inaczej pismo szkicowe – kaligraficzna odmiana chińskiego pisma, powstała celem przyspieszenia i ułatwienia kreślenia znaków. 

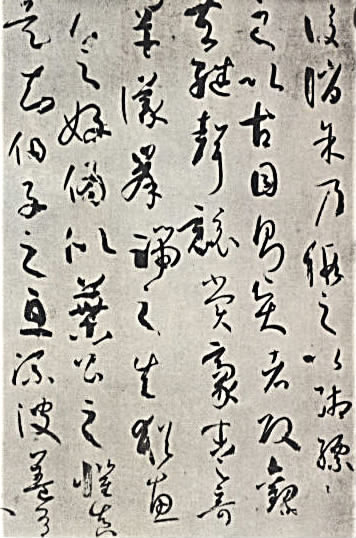
Pismo trawiaste w Traktacie o kaligrafii Sun Guotinga

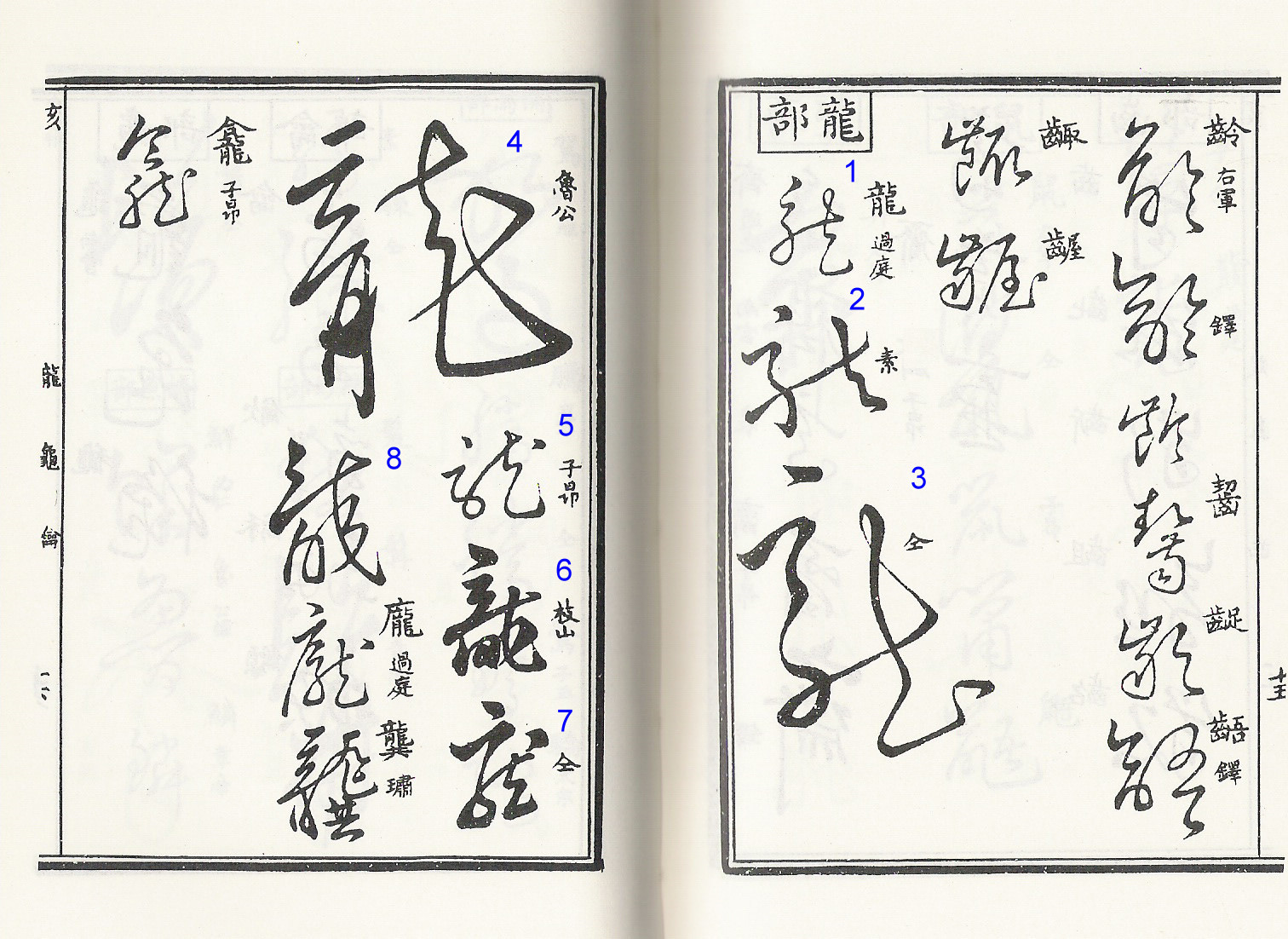
8 różnych form znaku 龍 (smok) w Zbiorze znaków trawiastych (《草字彙》) Shi Lianga (石梁) z czasów dynastii Qing. Autorami poszczególnych form są: 1 Sun Guoting; 2, 3 Huai Su; 4 Yan Zhenqing; 5 Zhao Mengfu; 6, 7 Zhu Zhisan; 8 nn.

Największym mankamentem tego pisma jest jego nieczytelność, z którą borykają się nawet sami Chińczycy i Japończycy, ponieważ styl ten przyjął się również w Japonii do kreślenia m.in. kanji.
Pismo trawiaste pojawiło się w Chinach za czasów dynastii Han jako odmiana pisma kancelaryjnego. Kreślenie znaków przyspieszano dzięki łączeniu kresek, omijaniu fragmentów znaków lub ich zastępowaniu uproszczonymi formami (np. jedna kreska zamiast czterech kropek). W wielu dokumentach zachowanych na bambusowych deszczułkach i drewnianych płytach trawiaste i kancelaryjne formy znaków są przemieszane. Dzięki temu można śledzić ich ewolucję. 
Wczesna forma pisma trawiastego jest nazywana zhāngcǎo (章草), dla odróżnienia od współczesnego pisma trawiastego (今草 jīncǎo), które ewoluowało w Chinach od czasów państwa Wei po dynastię Jin. Szalone pismo trawiaste (狂草, pinyin: kuángcǎo, jap.: kyōsō) – to forma najbardziej radykalna w upraszczaniu chińskich znaków na potrzeby szybkiego pisania, porównywalna w pewnym stopniu z europejską stenografią. 
Wyróżnia się również trawiaste pismo rozdzielne (chiń. upr.: 独草, chiń. trad.: 獨草, pinyin: dúcǎo, jap.: dokusō), w którym znaki – tak jak w innych rodzajach chińskiego pisma – kreśli się oddzielnie, oraz pismo łączone (chiń. upr.: 连绵, chiń. trad.: 連綿, jap. 連綿体, pinyin liánmián, jap.: renmentai), w którym nawet kilka znaków naraz jest kreślone jedną kreską. 
Współczesne uproszczone pismo chińskie wiele form znaków zawdzięcza właśnie pismu trawiastemu. Podobne źródło ma japońska hiragana, która wyewoluowała z pośredniej formy pisma zwanej w Japonii man’yōgana. Japończycy uważali pismo trawiaste za stosowne dla kobiet, a pismo kancelaryjne – dla mężczyzn.